# Barrio de la Barranca
Barrio de la Barranca är en ort i kommunen Otzolotepec i delstaten Mexiko i Mexiko. Samhället hade 1 772 invånare vid folkräkningen år 2020.